# Sandy Macedo
Sandy Camila Leite Macedo (nascida em 14 de abril de 2001, em São José dos Campos, no interior de São Paulo) é uma atleta brasileira do taekwondo. Ela ganhou a medalha de ouro na categoria feminina 57 kg nos Jogos Sul-Americanos de 2022, realizados em Assunção, no Paraguai.  Ela também conquistou a medalha de prata em sua prova no Campeonato Pan-Americano de Taekwondo de 2021, realizado em Cancún, México.

## Carreira no esporte
Em 2018, ela conquistou uma medalha de bronze na categoria feminina até 55 kg, nos Jogos Olímpicos de Verão da Juventude, realizados em Buenos Aires, na Argentina. Ela competiu no evento peso pena feminino, no Campeonato Mundial de Taekwondo de 2019, realizado em Manchester, Reino Unido.
Em 2021, ela conquistou a medalha de ouro na categoria feminina 57 kg, nos Jogos Pan-Americanos Juvenis, realizados em Cali, na Colômbia.  Ela se classificou para representar o Brasil nos Jogos Pan-americanos de 2023 em Santiago, no Chile.
Ela e outros atletas da equipe de taekwondo de São Caetano do Sul conquistaram nove medalhas no Rio Open G2, realizado em abril de 2022, na Arena Carioca 1, no Parque Olímpico do Rio de Janeiro.